# Silo
|  | Per a altres significats, vegeu «Silo (Oklahoma)». |

Silo (? - Pravia, Astúries, 783) va ser rei d'Astúries (774-783) durant nou anys. Personatge del qual es desconeix l'ascendència, va ser successor d'Aureli per raó del seu matrimoni amb Adossenda, filla d'Alfons I i germana de Fruela I.

## Ascens al tron
A la mort d'Aureli el 774, va accedir al tron i va esdevenir rei d'Astúries. Les diverses cròniques coincideixen en afirmar que Silo va obtenir el poder a resultes del seu matrimoni amb Adossenda, filla d'Alfons I i d'Ermessenda i germana de Fruela I. D'acord amb aquestes fonts, i segons Ruiz de la Peña, es va casar amb ella en vida d'Aureli. Només la Crònica Rotense afirma que el casament es va celebrar després de la mort del rei, però en tot cas arran d'aquest va accedir al tron d'Astúries. Per tant, hi ha una transmissió del poder per matrilinealitat.
La problemàtica en la successió rau en el fet que Silo accedís al tron sense ser membre del cercle familiar format pels descendents per Pelai i Pere de Cantàbria, perquè les cròniques no esmenten res sobre els seus orígens, més enllà de dir que durant el seu regnat no va tenir conflictes amb els musulmans a causa de la seva mare, i que va fer conjecturar que fos musulmana. No s'ha de donar crèdit a les referències de cròniques posteriors que li atribueixen una ascendència reial.

## Trasllat de la cort
En ascendir al tron va traslladar la capital de Cangues d'Onís a Pravia de manera definitiva, iniciada pel seu antecessor. Silo formava part de l'aristocràcia local i tenia terres en aquests territoris. Així mateix, el canvi de capital també es degué a motius estratègics, ja que Pravia, antic assentament romà, està al fons de la vall del riu Nalón i al costat de l'antiga via romana Asturica Autusta. Així mateix, ocupava un lloc centralitzat vers l'última ampliació del regne vers Galícia.

## Problemes interns
Durant el seu regnat es produeix la segona rebel·lió dels gallecs, que va ser sotmesa després d'una batalla al mont Cubeiro, a prop de Lugo.
La mort de Silo va provocar una crisi de successió, Adossenda no havia tingut fills, i ella i els magnats de la cort van elegir un nou rei en el nebot d'ambdós, Alfons, fill de Fruela I. No obstant això, Mauregat, fill il·legítim d'Alfons I es va oposar a la decisió i va fer-se amb el tron.